# Carlo Nordio

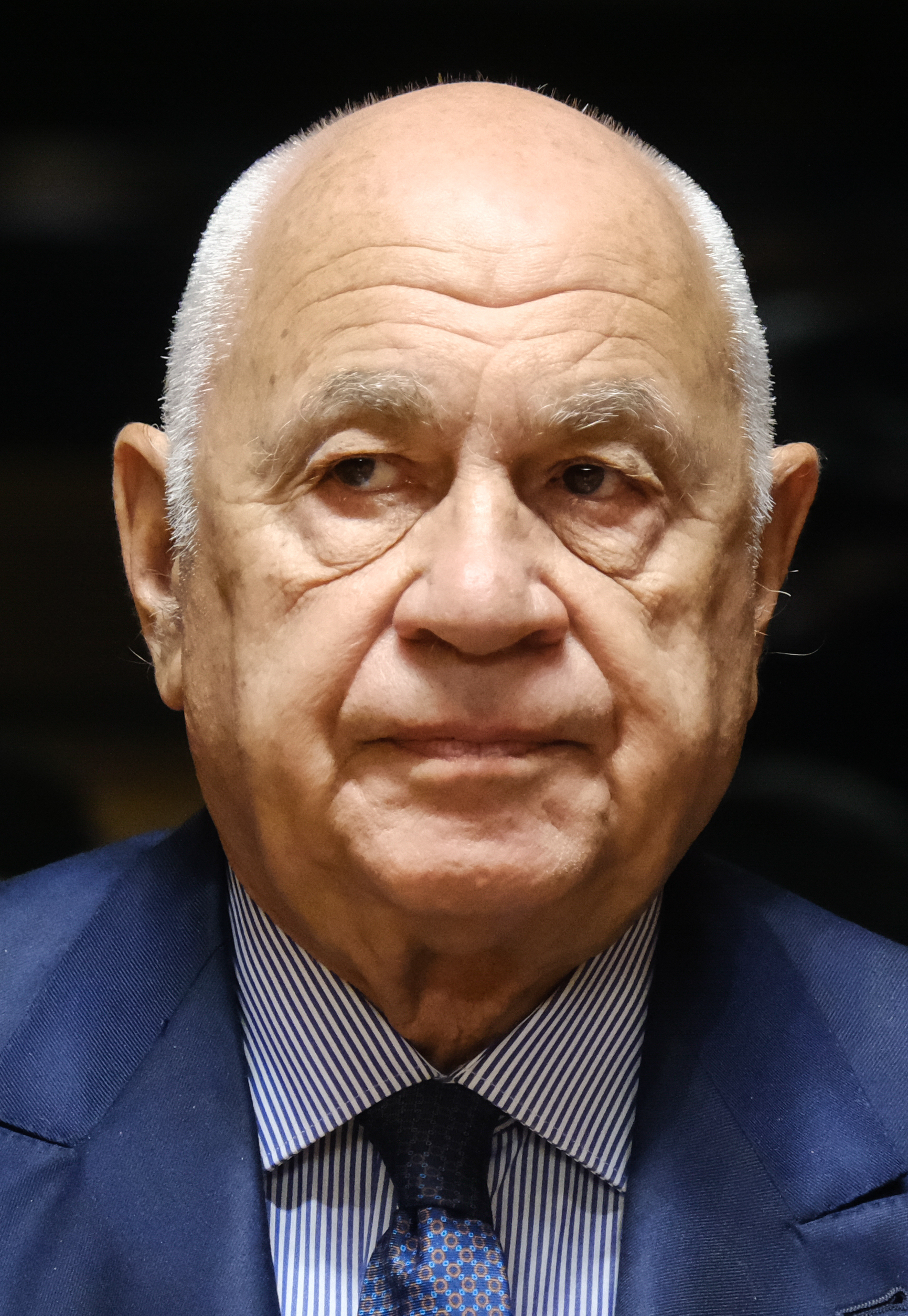
Carlo Nordio (2024)

Carlo Nordio (geboren 6. Februar 1947 in Treviso) ist ein italienischer Politiker und ehemaliger Staatsanwalt. Nordio ist seit Oktober 2022 italienischer Justizminister im Kabinett Meloni.

## Werdegang
Nach der Matura 1965 studierte Nordio Rechtswissenschaften an der Universität Padua. Sein Studium schloss er 1970 mit Bestnoten ab. 1977 trat er in die Staatsanwaltschaft ein. Zunächst war er als Ermittlungsrichter bei der Staatsanwaltschaft Venedig tätig, später dort dann auch als Staatsanwalt, zuletzt als Vertreter des Leitenden Oberstaatsanwalts.
Im Laufe seiner 40-jährigen Karriere hat er sich mit Wirtschaftskriminalität, Korruption und ärztlicher Haftung befasst. Er leitete unter anderem Untersuchungen zu den Brigate Rosse, zu Tangentopoli in der Region Venetien und zum Sturmflutsperrwerk MOSE.
Seine politische Karriere begann Nordio bereits 1967 mit dem Beitritt zur Partito Liberale Italiano, die er aber mit dem Beginn seiner Laufbahn in der Staatsanwaltschaft unterbrach. Politische Erfahrungen sammelte er dann wieder ab Ende der 1990er Jahre im parlamentarischen Untersuchungsausschuss für Terrorismus und Staatsterrorismus, dem er von 1997 bis 2001 angehörte. Im Kabinett Berlusconi II gehörte er von 2002 bis 2006 der parlamentarischen Kommission an, die sich mit der Reform des Strafgesetzbuches befasste. 2017 wurde er zum Vorsitzenden des Parlamentsausschusses ernannt, der sich mit dem Status der lokalen Administratoren befasste. Bei der Wahl zum italienischen Staatspräsidenten im Januar 2022 wurde er von der Lega und der Partito Radicale als Kandidat vorgeschlagen. Im September 2022 gelang ihm bei den Parlamentswahlen in den Reihen der Partei Fratelli d’Italia der Einzug in die Camera dei deputati.
Am 22. Oktober 2022 wurde er zum 43. Justizminister der Italienischen Republik von Staatspräsident Sergio Mattarella vereidigt.
Carlo Nordio ist seit 1978 verheiratet und wohnt in seiner Geburtsstadt Treviso.

## Veröffentlichungen (Auswahl)
In seinen Veröffentlichungen hat er sich unter anderem mit der Rollenverteilung zwischen Justiz und Politik beschäftigt. Laut Nordio haben sich die Beziehungen zwischen Politik und Justiz seit Mani Pulite ins Gegenteil verkehrt. Die Justiz sei durch eine Reihe von Skandalen erschüttert worden, während die Politik wieder an Glaubwürdigkeit gewonnen habe. Eine Untersuchungskommission mit  Ermittlungsbefugnissen solle nach dem Vorschlag Nordios die jüngsten Justizskandale untersuchen. Des Weiteren hat Nordio auch mehrere belletristische Werke verfasst und war Herausgeber der Kulturseiten bei den Tageszeitungen Il Messaggero und Il Gazzettino.
- Emergenza giustizia. Cantiere Italia, Mailand 1999, ISBN 88-8195-004-9.
- Overlord. Mondadori, Mailand 2016, ISBN 978-88-04-66090-3.
- La stagione dell’indulgenza e i suoi frutti avvelenati: il cittadino tra sfiducia e paura. Guerini, Mailand 2019, ISBN 978-88-6250-741-7.
- Appunti di storia e di costume. Piazza, Silea 2021, ISBN 978-88-6341-255-0.
- Giustizia, ultimo atto: da Tangentopoli al crollo della magistratura. Guerini e Associati, Mailand 2022, ISBN 978-88-6250-839-1.